# Sønderborg Hattelaug
Sønderborg Hattelaug er en forening som blev stiftet i 1996 i Sønderborg af 30 kvinder. Hattedamerne afholder af og til hattetræf med ligesindede i ind- og udland. Fra 1998 havde hattelauget lokaler i et Redstedsgade Vandtårn i Sønderborg, men flyttede i 2014 ind i det gamle rådhus i Augustenborg, hvor kunstnersammenslutningen Kunstværket også har lokaler.
Hattemuseet, i det gamle rådhus i Augustenborg, udstiller over 1.000 hatte dateret tilbage fra 1700-tallet og frem til nutidens hatte. Der udstilles også under- og overbeklædning, sko, tasker, udstyr til den giftemodne kvinde, babyudstyr og håndarbejde i form af hvid syning, vævning med mere. Udstillingen af hatte gennem tiderne har åben den sidste weekend i måneden fra kl. 11.00 til 16.00.

## Ekstern henvisning
- Fotos